# Salomé Afonso
Salomé Paulo Afonso (Lisbona, 19 novembre 1997) è una mezzofondista portoghese.

## Progressione

### 800 metri piani
| Stagione | Misura     | Luogo                | Data      | Rank. Mond. |
| -------- | ---------- | -------------------- | --------- | ----------- |
| 2024     | 2'01"42    | Stettino             | 28-8-2024 |             |
| 2023     | 2'01"70    | Padova               | 3-9-2023  |             |
| 2022     | 2'06"96(i) | Pombal               | 20-2-2022 |             |
| 2021     | 2'04"04    | Chorzów              | 29-5-2021 |             |
| 2020     | 2'07"45    | Lisbona              | 8-8-2020  |             |
| 2019     | 2'05"19    | Castellón            | 23-7-2019 |             |
| 2018     | 2'04"90    | Huelva               | 8-6-2018  |             |
| 2017     | 2'06"20    | Castres              | 26-7-2017 |             |
| 2016     | 2'06"05    | Nivelles             | 18-6-2016 |             |
| 2015     | 2'07"62    | Leiria               | 26-7-2015 |             |
| 2014     | 2'09"50    | Vila Real S. António | 24-5-2014 |             |

### 1500 metri piani
| Stagione | Misura     | Luogo     | Data      | Rank. Mond. |
| -------- | ---------- | --------- | --------- | ----------- |
| 2025     | 4'05"04(i) | Pombal    | 22-2-2025 |             |
| 2024     | 3'59"96    | Parigi    | 8-8-2024  |             |
| 2023     | 4'06"04    | Castellón | 14-6-2023 |             |
| 2022     | 4'11"56    | Huelva    | 25-5-2022 |             |
| 2021     | 4'07"98    | Huelva    | 3-6-2021  |             |
| 2020     | 4'18"87    | Lisbona   | 1-8-2020  |             |
| 2019     | 4'11"62    | Huelva    | 20-6-2019 |             |
| 2018     | 4'26"61    | Braga     | 21-7-2018 |             |
| 2017     | 4'29"52(i) | Madrid    | 24-2-2017 |             |
| 2016     | 4'22"68    | Bydgoszcz | 22-7-2016 |             |
| 2015     | 4'38"11    | Pamplona  | 5-8-2015  |             |

## Palmarès
| Anno | Manifestazione     | Sede          | Evento          | Risultato  | Prestazione | Note                          |
| ---- | ------------------ | ------------- | --------------- | ---------- | ----------- | ----------------------------- |
| 2015 | Europei U20        | Eskilstuna    | 800 m piani     | Batteria   | 2'07"72     |                               |
| 2016 | Mondiali U20       | Bydgoszcz     | 800 m piani     | Semifinale | 2'08"09     |                               |
| 2016 | Mondiali U20       | Bydgoszcz     | 1500 m piani    | Batteria   | 4'22"68     |                               |
| 2017 | Europei U23        | Bydgoszcz     | 800 m piani     | Batteria   | 2'07"10     |                               |
| 2018 | Europei cross      | Tilburg       | Staffetta mista | 10ª        | 16'44"      |                               |
| 2019 | Mediterraneo U23   | Miramas       | 800 m piani     | Oro        | 2'08"18     |                               |
| 2019 | Europei U23        | Gävle         | 1500 m piani    | 5ª         | 4'25"78     |                               |
| 2019 | Europei cross      | Lisbona       | Staffetta mista | 6ª         | 18'29"      |                               |
| 2021 | Olimpiade          | Tokyo         | 1500 m piani    | Batteria   | 4'10"80     |                               |
| 2022 | C. ibero-americani | La Nucia      | 1500 m piani    | Bronzo     | 4'17"35     |                               |
| 2022 | Europei cross      | Venaria Reale | Steffetta mista | 10ª        | 17'56"      | [ 1 ]                         |
| 2023 | Mondiali           | Budapest      | 1500 m piani    | Batteria   | 4'06"55     | [ 2 ]                         |
| 2024 | Mondiali indoor    | Glasgow       | 1500 m piani    | 8ª         | 4'06"18     | [ 3 ]                         |
| 2024 | Europei            | Roma          | 1500 m piani    | 8ª         | 4'06"80     |                               |
| 2024 | Olimpiade          | Parigi        | 1500 m piani    | Semifinale | 3'59"96     | Miglior prestazione personale |
| 2025 | Europei indoor     | Apeldoorn     | 1500 m piani    | Argento    | 4'07"66     |                               |
| 2025 | Europei indoor     | Apeldoorn     | 3000 m piani    | Bronzo     | 8'53"42     |                               |
| 2025 | Mondiali indoor    | Nanchino      | 1500 m piani    | 8ª         | 4'07"67     |                               |

## Campionati nazionali
- 5 volte campionessa nazionale portoghese degli 800 metri (2015, 2016, 2017, 2018, 2020)
- 4 volte campionessa nazionale portoghese degli 800 metri indoor (2015, 2016, 2017, 2024)
- 3 volte campionessa nazionale portoghese degli 1500 metri (2019, 2020, 2023)
- 1 volta campionessa nazionale portoghese degli 1500 metri indoor (2019)

2015
- Oro ai campionati portoghesi assoluti indoor (Pombal), 800 m piani - 2'12"50
- Oro ai campionati portoghesi assoluti (Leiria), 800 m piani - 2'07"62

2016
- Oro ai campionati portoghesi assoluti indoor (Pombal), 800 m piani - 2'12"71
- Oro ai campionati portoghesi assoluti (Maia), 800 m piani - 2'10"81

2017
- Oro ai campionati portoghesi assoluti indoor (Pombal), 800 m piani - 2'09"36
- Oro ai campionati portoghesi assoluti (Vagos), 800 m piani - 2'12"75

2018
- Oro ai campionati portoghesi assoluti (Leiria), 800 m piani - 2'06"59

2019
- Oro ai campionati portoghesi assoluti indoor (Pombal), 1500 m piani - 4'25"74
- Oro ai campionati portoghesi assoluti (Lisbona), 1500 m piani - 4'29"16

2020
- Oro ai campionati portoghesi assoluti (Lisbona), 800 m piani - 2'07"45
- Oro ai campionati portoghesi assoluti (Lisbona), 1500 m piani - 4'23"48

2023
- Oro ai campionati portoghesi assoluti (Braga), 1500 m piani - 4'11"60

2024
- Oro ai campionati portoghesi assoluti indoor (Pombal), 800 m piani - 2'07"77

## Altre competizioni internazionali
2017
- 4ª in batteria al Festival olimpico della gioventù europea ( Utrecht), 400 m piani - 58"27

2019
- 4ª ai Campionati europei a squadre, ( Sandnes), 1500 m piani - 4'51"77

2021
- 6ª ai Campionati europei a squadre, ( Chorzów), 800 m piani - 2'04"04
- Argento ai Campionati europei a squadre ( Chorzów), 1500 m piani - 4'15"08

2025
- Argento ai Campionati europei a squadre di atletica leggera ( Madrid), 1500 m piani - 4'09"01